# Peonia arbórea (sect. Moutan)

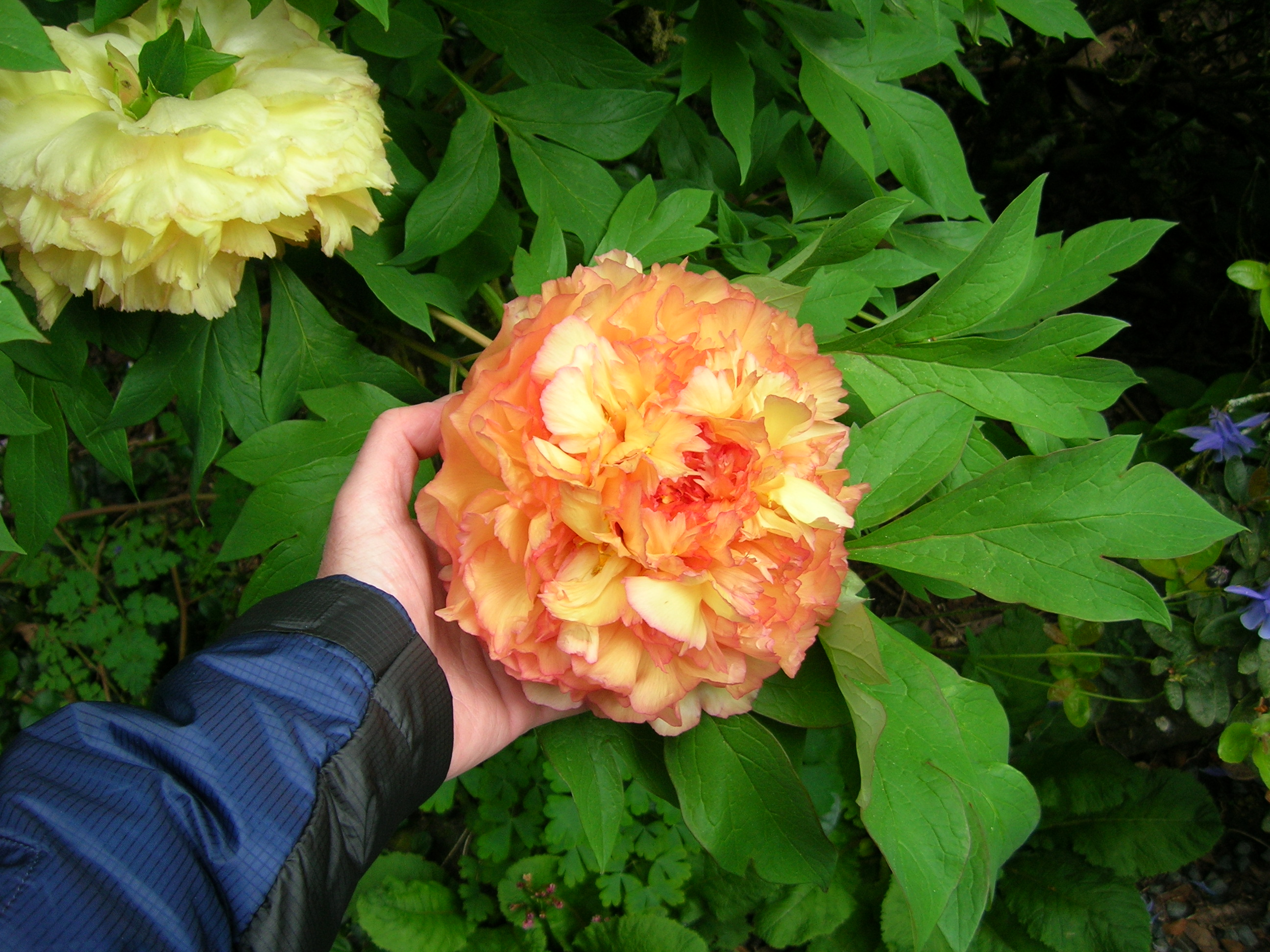
El híbrido de peonía arbórea 'Maxime Cornu' del grupo P. × lemoinei, es un híbrido entre la subsección Delavayana (P. delavayi) y la subsección Vaginatae (P. suffruticosa 'La Ville de Saint-Denis').

Peonías arbóreas es el nombre vernáculo de la sección Moutan del género de plantas Paeonia, o de las especies o cultivares pertenecientes a esta sección. Está compuesta por arbustos que tienen tallos leñosos aéreos perennes, que no están presentes en otras peonías cuyos tallos mueren después de la temporada de crecimiento, para emerger el siguiente año como nuevos brotes. Las peonías arbóreas se cultivan en China desde hace milenios y es probable que hayan surgido híbridos en jardines donde se plantaban distintas especies de peonías arbóreas silvestres. Se utilizan en China tanto con fines medicinales como ornamentales, particularmente los híbridos llamados Paeonia suffruticosa. Estos híbridos en particular, pero también otras peonías arbóreas, se llaman mǔdān (牡丹) en China.

## Taxonomía
Dentro de la sección Moutan se reconocen dos subsecciones: Delavayana y Vaginatae.  
Las especies asignadas a la sección Moutan son:
| subsección Delavayana - Paeonia delavayi - Peonia ludlowii | subsección Vaginatae - Paeonia cathayana - Peonia descompuesta - Paeonia jishanensis - Peonia ostii - Peonia qiui - Paeonia rockii - Paeonia rotundiloba |